# Carl Hoffmann (Admiral)
Carl Gustav Friedrich Hoffmann (* 24. Juli 1923 in Swinemünde; † 5. Februar 2001 in Bad Honnef) war ein deutscher Flottillenadmiral der Bundesmarine.

## Leben
Hoffmann, Sohn des Konteradmirals Karl Hoffmann, trat am 1. Oktober 1941 (Crew X/41) in die Kriegsmarine der Wehrmacht ein. Nach verschiedenen Kriegsverwendungen war er von Mai bis Juli 1945 in britischer Kriegsgefangenschaft. 
Am 1. Dezember 1955 trat er als Oberleutnant zur See in die Bundeswehr ein. Als Kapitänleutnant war er von Juli 1956 bis August 1957 Kommandant des Schnellbootes Sturmmöwe, dann von Januar 1958 bis November 1958 der neu in Dienst gestellten Wolf und später von April 1959 bis September 1959 erster Kommandant des Schnellbootes Falke. Von November 1959 bis Dezember 1960 besuchte er die Ecole Supérieure de Guerre Naval in Paris und war danach Admiralstabsoffizier im Kommando der Flotte in Glücksburg. Von April 1964 bis September 1964 übernahm er das Kommando über das Schnellboot Albatros. Anschließend wurde er als Fregattenkapitän bis März 1965 Kommandeur des 2. Schnellbootgeschwaders. Bis Ende August 1965 war er Gruppenleiter am Marineamt in Rüstersiel.
Von der Einrichtung im April 1967 bis Oktober 1968 war er Kommandeur des Kommando Marineführungssysteme und wurde durch Kapitän zur See Horst Geffers abgelöst. Von der Indienststellung im Oktober 1968 bis Ende Februar 1969 war er Kommandant des Zerstörers Hessen, anschließend A3 der Schnellbootflottille in Flensburg und von 1971 bis 1975 Marineattaché in Frankreich.
Von April 1975 bis März 1980 war er Stabsabteilungsleiter der Stabsabteilung II (Militärisches Nachrichtenwesen) im Führungsstab der Marine. Anschließend wurde er Leiter des Militärattachéstabes und Verteidigungsattaché an der Deutschen Botschaft Paris. Aus dieser Position heraus wurde er mit Ablauf des September 1983 als Flottillenadmiral in den Ruhestand versetzt.
Am 11. August 1983 wurde er mit dem Verdienstkreuz 1. Klasse ausgezeichnet. 1985 erhielt er das Offizierkreuz der französischen Ehrenlegion. Bereits im Zweiten Weltkrieg hatte er am 2. März 1944 das Eiserne Kreuz II. Klasse und am 15. Juni 1943 das Zerstörer-Kriegsabzeichen erhalten. 1974 wurde ihm zudem das Komturkreuz des französischen Ordre national du Mérite verliehen.